# Marayong, New South Wales
Marayong este o suburbie în Sydney, Australia.